# Temporada 1994-95 de Los Angeles Clippers
La temporada 1994-95 fue la undécima de los Clippers en la NBA en su nueva localización de Los Angeles, y la decimoséptima en el estado de California, tras moverse desde Búfalo (Nueva York), donde disputaron ocho temporadas con la denominación de los Buffalo Braves. La temporada regular acabó con 17 victorias y 65 derrotas, ocupando el último puesto de la conferencia Oeste, no logrando clasificarse para los playoffs.

## Elecciones en elDraft
| Ronda | Puesto | Jugador       | Posición | Nacionalidad   | Universidad |
| ----- | ------ | ------------- | -------- | -------------- | ----------- |
| 1     | 7      | Lamond Murray | Alero    | Estados Unidos | California  |
| 1     | 25     | Greg Minor    | Alero    | Estados Unidos | Louisville  |

## Temporada regular
| División Pacífico        | División Pacífico | División Pacífico | División Pacífico | División Pacífico | División Pacífico | División Pacífico | División Pacífico | División Pacífico |
| Equipo                   | G                 | P                 | %                 | PD                | Casa              | Fuera             | Div               |                   |
| ------------------------ | ----------------- | ----------------- | ----------------- | ----------------- | ----------------- | ----------------- | ----------------- | ----------------- |
| y-Phoenix Suns           | 59                | 23                | .720              | —                 | 32–9              | 27–14             | 23–7              |                   |
| x-Seattle SuperSonics    | 57                | 25                | .695              | 2                 | 32–9              | 25–16             | 16–14             |                   |
| x-Los Angeles Lakers     | 48                | 34                | .585              | 11                | 29–12             | 19–22             | 15–15             |                   |
| x-Portland Trail Blazers | 44                | 38                | .537              | 15                | 26–15             | 18–23             | 17–13             |                   |
| Sacramento Kings         | 39                | 43                | .476              | 20                | 27–14             | 12–29             | 17–13             |                   |
| Golden State Warriors    | 26                | 56                | .317              | 33                | 15–26             | 11–30             | 11–19             |                   |
| Los Angeles Clippers     | 17                | 65                | .207              | 42                | 13–28             | 4–37              | 6–24              |                   |

## Estadísticas

### Temporada regular
| Rk | Jugador         | Edad | P  | PT | MP   | TC  | TCI  | %TC  | T3  | T3I | %T3  | TL  | TLI | %TL  | RO  | RD  | RT  | AS  | RB  | TAP | BP  | FP  | PTS  |
| -- | --------------- | ---- | -- | -- | ---- | --- | ---- | ---- | --- | --- | ---- | --- | --- | ---- | --- | --- | --- | --- | --- | --- | --- | --- | ---- |
| 1  | Loy Vaught      | 26   | 80 | 79 | 37.1 | 7.6 | 14.8 | .514 | 0.1 | 0.4 | .212 | 2.2 | 3.1 | .710 | 3.3 | 6.4 | 9.7 | 1.7 | 1.3 | 0.4 | 2.1 | 3.0 | 17.5 |
| 2  | Pooh Richardson | 28   | 80 | 77 | 35.8 | 4.4 | 11.2 | .394 | 1.1 | 3.1 | .357 | 1.0 | 1.6 | .648 | 0.5 | 2.8 | 3.3 | 7.9 | 1.6 | 0.2 | 2.1 | 2.7 | 10.9 |
| 3  | Lamond Murray   | 21   | 81 | 61 | 31.6 | 5.4 | 13.5 | .402 | 0.8 | 2.7 | .298 | 2.5 | 3.3 | .754 | 1.6 | 2.7 | 4.4 | 1.6 | 0.9 | 0.7 | 2.0 | 2.2 | 14.1 |
| 4  | Malik Sealy     | 24   | 60 | 41 | 26.7 | 4.9 | 11.2 | .435 | 0.4 | 1.2 | .301 | 2.9 | 3.7 | .780 | 1.3 | 2.3 | 3.6 | 1.8 | 1.2 | 0.4 | 1.4 | 2.9 | 13.0 |
| 5  | Tony Massenburg | 27   | 80 | 50 | 26.6 | 3.5 | 7.5  | .469 | 0.0 | 0.0 | .000 | 2.2 | 2.9 | .753 | 2.0 | 3.7 | 5.7 | 0.8 | 0.6 | 0.7 | 1.5 | 3.2 | 9.3  |
| 6  | Terry Dehere    | 23   | 80 | 28 | 22.2 | 3.5 | 8.6  | .407 | 0.6 | 2.0 | .294 | 2.9 | 3.7 | .784 | 0.4 | 1.5 | 1.9 | 2.8 | 0.6 | 0.1 | 2.0 | 2.5 | 10.4 |
| 7  | Bo Outlaw       | 23   | 81 | 31 | 20.4 | 2.1 | 4.0  | .523 | 0.0 | 0.1 | .000 | 1.0 | 2.3 | .441 | 1.5 | 2.4 | 3.9 | 1.0 | 1.1 | 1.9 | 1.0 | 2.8 | 5.2  |
| 8  | Elmore Spencer  | 25   | 19 | 8  | 19.4 | 2.7 | 6.2  | .441 | 0.0 | 0.1 | .000 | 1.5 | 2.6 | .560 | 0.6 | 2.8 | 3.4 | 1.3 | 0.7 | 1.2 | 2.5 | 3.3 | 6.9  |
| 9  | Eric Piatkowski | 24   | 81 | 11 | 14.9 | 2.5 | 5.6  | .441 | 0.9 | 2.4 | .374 | 1.1 | 1.4 | .783 | 0.8 | 0.9 | 1.6 | 1.0 | 0.5 | 0.2 | 0.8 | 1.9 | 7.0  |
| 10 | Matt Fish       | 25   | 26 | 8  | 14.2 | 1.9 | 4.0  | .476 | 0.0 | 0.0 | .000 | 1.0 | 1.4 | .676 | 1.2 | 2.0 | 3.2 | 0.7 | 0.6 | 0.3 | 1.1 | 2.7 | 4.7  |
| 11 | Gary Grant      | 29   | 33 | 2  | 14.2 | 2.4 | 5.0  | .470 | 0.1 | 0.5 | .250 | 1.4 | 1.7 | .818 | 0.2 | 0.8 | 1.1 | 2.8 | 0.9 | 0.1 | 1.3 | 2.0 | 6.2  |
| 12 | Bob Martin      | 25   | 1  | 0  | 14.0 | 1.0 | 5.0  | .200 | 0.0 | 0.0 |      | 0.0 | 0.0 |      | 2.0 | 0.0 | 2.0 | 1.0 | 0.0 | 1.0 | 0.0 | 2.0 | 2.0  |
| 13 | Michael Smith   | 29   | 29 | 0  | 11.0 | 2.2 | 4.6  | .470 | 0.0 | 0.3 | .125 | 0.9 | 1.0 | .867 | 0.4 | 1.5 | 1.9 | 0.7 | 0.2 | 0.1 | 0.6 | 1.4 | 5.3  |
| 14 | Eric Riley      | 24   | 40 | 4  | 10.9 | 1.6 | 3.6  | .448 | 0.0 | 0.0 | .000 | 1.2 | 1.6 | .734 | 1.1 | 1.7 | 2.8 | 0.3 | 0.4 | 0.9 | 0.8 | 2.0 | 4.4  |
| 15 | Harold Ellis    | 24   | 69 | 7  | 9.5  | 1.3 | 2.7  | .481 | 0.0 | 0.2 | .077 | 1.0 | 1.7 | .590 | 0.8 | 0.5 | 1.3 | 0.6 | 1.0 | 0.2 | 0.7 | 1.5 | 3.7  |
| 16 | Randy Woods     | 24   | 62 | 3  | 8.0  | 0.6 | 1.9  | .316 | 0.4 | 1.2 | .297 | 0.5 | 0.6 | .737 | 0.2 | 0.5 | 0.7 | 2.2 | 0.7 | 0.0 | 0.9 | 1.4 | 2.0  |